# Faldistorij
Faldistorij (latinski faldistorium) pomični je preklopni stolac u obliku slova X, obično bez naslona, koji koristi prelat u pontifikalnoj misi koju slave izvan vlastitog područja jurisdikcije ili u prisustvu crkvenog dostojanstvenika višeg čina od sebe. Također se koristi kao klecalo za prelata.
Faldistorij je od željeza ili drveta s pozlatom, kožno sjedalo se obično pokriva plemenitom tkaninom i jastukom u liturgijskoj boji ili u boji ranga prelata (zelena ili ljubičasta za biskupe, crvena za kardinale).